# 2001 UEFA 챔피언스리그 결승전
2001년 UEFA 챔피언스리그 결승전은 2001년 5월 23일, 이탈리아 밀라노의 스타디오 주세페 메아차에서 열린 결승전이다. 이 경기는 바이에른 뮌헨과 발렌시아 간의 대결이었다.
이날 두 팀의 수문장인 산티아고 카니사레스와 올리버 칸 두 명 다 빛나는 활약을 하였지만, 최종 승자는 칸이였다. 경기는 연장전이 종료된 후 1-1이었으나, 바이에른은 승부차기에서 5-4로 승리하여 우승을 거두었다. 바이에른은 이날의 우승으로 25년 만에 유럽 정상을 탈환하였고, 발렌시아는 2년 연속 챔피언스리그 준우승을 기록하였다. 정규시간, 연장전, 승부차기는 모두 페널티킥으로 득점하였기 때문에, 이 결승전은 현재까지 챔피언스리그 역사상 페널티킥골만 기록된 결승전이다. 이 결승전은 유러피언컵 역사상 6번째로 승부차기에 의해 우승팀이 나왔다. (챔피언스리그 출범 이후로는 두 번째다.)
헥토르 쿠페르는 이날 결승전의 패배로 유럽대항전 결승전에서 3년 연속으로 패하는 기록을 세웠다. (그는 마요르카를 이끌고 1998-99 UEFA 컵 위너스컵에 참가하였으나 패하였고, 전년에는 발렌시아를 이끌고 레알 마드리드에 패하였다.) 반면, 1997년 보루시아 도르트문트를 이끌고 우승한 경력이 있는 오트마어 히츠펠트는 바이에른 뮌헨을 이끌고 또다시 빅이어를 들어올렸다. 그는 에른스트 하펠에 이어 두개의 다른 클럽에서 유러피언컵을 우승한 감독이 되었다.
그와 하펠을 제외하고 이를 달성한 감독은 2004년에 포르투, 2010년에 인테르나치오날레를 이끌고 우승을 거둔 조제 모리뉴 뿐이다. 2007년에 AC 밀란, 2014년에 레알 마드리드를 이끌고 우승을 거둔 카를로 안첼로티도 있다.

## 경기

### 요약
발렌시아는 2분만에 파트리크 안데르손이 페널티 에어리어에서 반칙함에 따라 페널티킥을 획득하였고, 가이스카 멘디에타는 이를 성공시켰다. 몇분 뒤, 바이에른 또한 조슬랭 앙글로마가 슈테판 에펜베르크를 넘어뜨림에 따라 페널티킥을 획득하였다. 그러나 키커로 나선 메흐메트 숄은 산티아고 카니사레스가 다리로 선방함에 따라 실축되었다. 바이에른은 후반전에 또다시 페널티킥 기회를 얻었다. 아메데오 카르보니는 카르스텐 양커와의 헤딩 경합을 하던 도중 핸드볼 파울을 범하였다. 슈테판 에펜베르크는 키커로 나서서 방향을 잘못 잡은 카니사레스를 속여 1-1 동점골을 득점하였다. 이후 정규시간과 연장전이 지나고도 점수는 바뀌지 않았고, 승부차기로 이어지게 되었다.
발렌시아는 양팀의 첫 키커가 나선 후 우위를 점하였다. 바이에른 뮌헨의 첫 키커인 파울루 세르지우가 실축하고, 가이스카 멘디에타는 방향을 잘못 잡은 올리버 칸을 상대로 득점에 성공하였다. 뒤이어 나오는 키커들인 하산 살리하미지치, 욘 카레브, 알렉산더 치클러는 모두 성공하였고, 즐라트코 자호비치의 슈팅을 칸이 선방하였다. 양쪽이 세 키커가 나선 가운데 2-2 동률을 이루었다. 다음 키커인 파트리크 안데르손의 페널티는 카니사레스가 선방하였고, 아메데오 카르보니의 페널티도 크로스바를 맞았다. 다음 키커들인 슈테판 에펜베르크와 루벤 바라하는 각 팀의 다섯 번째 키커로 나서서 성공시켰고, 서든데스 페널티로 돌입하였다. 빅상트 리자라쥐와 킬리 곤살레스는 각 팀의 여섯번째 키커로 나서 성공하였고, 바이에른의 일곱번째 키커인 토마스 링케는 득점한 반면, 마우리시오 펠레그리노는 실축하였다. 칸은 페예그리노가 찰 방향을 정확히 예상하였고, 바이에른에 빅이어를 안겼다.

### 상세 정보
| 바이에른 뮌헨                                                                     | 1 – 1 (연장전) | 발렌시아                                                                    |
| --------------------------------------------------------------------------------- | -------------- | --------------------------------------------------------------------------- |
| 에펜베르크 51′ (페널티골)                                                         | (리포트)       | 멘디에타 3′ (페널티골)                                                      |
| 승부차기                                                                          |                |                                                                             |
| 파울루 세르지우 · 살리하미지치 · 치클러 · 안데르손 · 에펜베르크 · 리자라쥐 · 링케 | 5 : 4          | 멘디에타 · 카레브 · 자호비치 · 카르보니 · 바라하 · K. 곤살레스 · 펠레그리노 |

| 바이에른 뮌헨 | 발렌시아 |

| 바이에른 뮌헨:    |    |                          |     |      |
|                   |    |                          |     |      |
| GK                | 1  | 올리버 칸                |     |      |
| RWB               | 2  | 윌리 사뇰                |     | 46′  |
| CB                | 4  | 새뮤얼 쿠포르            |     |      |
| CB                | 5  | 파트리크 안데르손        | 38′ |      |
| CB                | 25 | 토마스 링케              |     |      |
| LWB               | 3  | 빅상트 리자라쥐          |     |      |
| CM                | 23 | 오언 하그리브스          |     |      |
| CM                | 11 | 슈테판 에펜베르크 (주장) |     |      |
| AM                | 20 | 하산 살리하미지치        |     |      |
| AM                | 7  | 메흐메트 숄              | 39′ | 108′ |
| CF                | 9  | 지오바니 에우베르        |     | 100′ |
| 후보:             |    |                          |     |      |
| GK                | 22 | 베른트 드레헤어          |     |      |
| MF                | 10 | 치리아코 스포르차        |     |      |
| MF                | 18 | 미하엘 타르나트          |     |      |
| FW                | 13 | 파울루 세르지우          |     | 108′ |
| FW                | 19 | 카르스텐 양커            |     | 46′  |
| FW                | 21 | 알렉산더 치클러          |     | 100′ |
| FW                | 24 | 로케 산타 크루스         |     |      |
| 감독:             |    |                          |     |      |
| 오트마어 히츠펠트 |    |                          |     |      |

| 발렌시아:     |    |                          |             |     |
|               |    |                          |             |     |
| GK            | 1  | 산티아고 카니사레스      | Yellow card |     |
| RB            | 20 | 조슬랭 앙글로마          |             |     |
| CB            | 12 | 로베르토 아얄라          |             | 90′ |
| CB            | 2  | 마우리시오 펠레그리노    |             |     |
| LB            | 15 | 아메데오 카르보니        | 25′         |     |
| DM            | 19 | 루벤 바라하              |             |     |
| RM            | 6  | 가이스카 멘디에타 (주장) |             |     |
| LM            | 18 | 킬리 곤살레스            | 116′        |     |
| AM            | 35 | 파블로 아이마르          |             | 46′ |
| CF            | 7  | 욘 카레브                |             |     |
| CF            | 17 | 후안 산체스              |             | 66′ |
| 후보:         |    |                          |             |     |
| GK            | 25 | 안드레스 팔로프          |             |     |
| DF            | 5  | 미로슬라브 주키치        |             | 90′ |
| DF            | 16 | 파비우 아우렐리우        |             |     |
| MF            | 4  | 디디에 데샹              |             |     |
| MF            | 8  | 즐라트코 자호비치        |             | 66′ |
| MF            | 14 | 비센테                   |             |     |
| MF            | 23 | 다비드 알벨다            |             | 46′ |
| 감독:         |    |                          |             |     |
| 엑토르 쿠페르 |    |                          |             |     |

| 경기 최우수 선수: 올리버 칸 (바이에른 뮌헨) |

## 같이 보기
- 2000-01년 UEFA 챔피언스리그